# Gwenno Pipette
Gwenno Saunders nació en Cardiff, Gales el 23 de mayo de 1981 con el nombre de Gwenno Saunders. Pertenece a la banda de pop The Pipettes, ubicándose en el centro del escenario.
Gwenno se unió a la banda en abril de 2005, luego de que Julia Clark-Lowes la abandonara. Su participación más notable es en el sencillo "Pull Shapes" y el coro de "Your Kisses Are Wasted On Me", además de haber escrito las canciones "A Winter's Sky" y "Guess Who Ran Away With The Milkman".
Debido a sus padres, Tim Saunders, poeta de lengua córnica, y Lyn Mererid, activista y traductora, Gwenno habla fluidamente Galés y Córnico. Por esto, en los años anteriores a su ingreso en The Pipettes, fue una solista de electro-pop principalmente en estos dos idiomas, y grabó también dos EP llamados "Môr Hud" (2002) y Vodya (2004). Recientemente ha publicado material de solista en su página de Myspace y ha reportado que planea lanzar un álbum. También fue presentadora de un programa de televisión llamado "Ydy Gwenno'n Gallu... ?" (que se traduce "Puede Gwenno... ?") y actuó en una novela llamada "Pobol Y Cwm", ambos en el canal galés S4C. Además de esto, tuvo una aparición en Riverdance.